# Jose Baxter
Jose Baxter (født 7. februar 1992 i Bootle, England) er en engelsk fodboldspiller, der spiller som midtbanespiller hos den engelske klub Everton. 

## Klubkarriere

### Everton
Baxter skiftede til Everton som 6-årig. Han spillede for klubbens ungdomshold indtil 2008, hvor han begyndte at træne med førsteholdet. 
I starten af 2008/09 sæsonen fik Baxter sin senior debut for klubben imod Blackburn Rovers. Han blev hermed den yngste spiller nogensinde til at debutere for klubben. Han var blot 16 år og 191 dage gammel. Han blev senere hen også den yngste spiller nogensinde til at være i startopstillingen for klubben.
I september 2011 blev han lejet ud til Tranmere Rovers.

### Oldham Athletic
I september 2012 skiftede Baxter til Oldham Athletic. Han skrev her under på en blot 4-måned lang aftale. 
Han fik sin debut for klubben imod  Notts County hvor kampen blev vundet 2-0 af Baxter og co.
Han nåede i alt at spille 43 kampe for klubben og scorede 15 mål.

### Sheffield United
I august 2013 skrev Baxter under på en 3-årig kontrakt med Sheffield United FC. 
Den 7. september 2013 scorede Baxter sit første mål for klubben i opgøret mod Rotherham United.

## Landshold
Baxter har (pr. april 2018) endnu ikke optrådt for Englands A-landshold, men har repræsenteret sit land på både U-16 og U-17 niveau. På U-16 landsholdet var han desuden en overgang anfører.